# Xã Campbell No. 2C, Quận Greene, Missouri
Xã Campbell No. 2C (tiếng Anh: Campbell No. 2C Township) là một xã thuộc quận Greene, tiểu bang Missouri, Hoa Kỳ. Năm 2010, dân số của xã này là 2.183 người.